# Priesterseminar Rottenburg
Das Priesterseminar der Diözese Rottenburg-Stuttgart wurde 1817 im Zuge der bevorstehenden neuen Diözese Rottenburg errichtet und ist in Rottenburg am Neckar direkt am Flussufer gelegen. Es bildet zusammen mit dem Ambrosianum und dem Wilhelmsstift in Tübingen ein Glied der Priesterbildung.

## Geschichte

### Landesuniversität Ellwangen
Nach der Säkularisation der Fürstpropstei Ellwangen in den Jahren 1802–1803 wurde durch den württembergischen König Friedrich I. Ellwangen als Sitz eines katholischen Landesbischofs für Neuwürttemberg bestimmt. Infolgedessen wurde per Erlass im September 1812 ein Generalvikariat, die Katholisch-Theologische Friedrichs-Universität und ein katholisches Priesterseminar gegründet.
Bereits im Dezember desselben Jahres konnten alle Einrichtungen ihren Betrieb aufnehmen.
Als Folge eines Regierungswechsels im Jahre 1816 wurde die Friedrichs-Universität Ellwangen im Herbst 1817 als Katholisch-Theologische Fakultät der Eberhard-Karls-Universität Tübingen einverleibt. Das Generalvikariat wurde nach Rottenburg verlagert, das Wilhelmsstift in Tübingen und das Priesterseminar in Rottenburg neugegründet. Dort wurde aufgrund seiner zentraleren Lage in Württemberg und seiner Nähe zum Regierungssitz Stuttgart 1821 eine katholische Diözese eingerichtet.

#### Kritik an der Landesuniversität

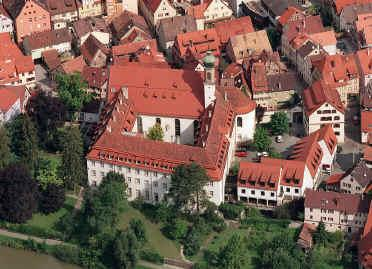
Johann-Baptist-Hirscherhaus in Rottenburg

Nach der Gründung wurden in Württemberg kritische Äußerungen über diese „Landesuniversität“ laut. So erklärten 15 katholische Mitglieder der württembergischen Ständeversammlung, dass die Ausbildung junger Geistlicher an einer Hochschule mit nur einer theologischen Fakultät „immer unvollständig und einseitig“ bleiben müsse. Diese Kritik blieb zunächst ohne Wirkung. Erst nach dem Regierungsantritt König Wilhelms I. im Herbst 1816 kündigte sich ein Umschwung an. Neuer Minister des Kirchen- und Schulwesens wurde Karl August Freiherr von Wangenheim, Präsident des Obertribunals und der Oberstudiendirektion sowie Kurator der Universität Tübingen. Am 20. Mai 1816 forderte er die dreiköpfige Kuratel der Ellwanger Lehranstalt auf, „über den dermaligen Zustand der katholischen Landesuniversität Ellwangen, deren Bedürfnisse und Mittel Bericht zu erstatten und zugleich über die Frage sich zu äußern, ob es zur Vervollkommnung des katholisch-theologischen Studienwesens nicht zu wünschen, und unter welchen Bestimmungen es ausführbar wäre, mit der Aufhebung der Universität Ellwangen […] eine Fakultät für die katholische Theologie auf der Universität Tübingen zu errichten, und somit die Studienhilfsmittel dieser hohen Schule zugleich für die Zwecke der katholischen Kirche zu benutzen.“

#### Gutachten der Ellwanger Kuratel
Die Antwort des Kuratel war in der Frage des Ministers bereits vorprogrammiert. Sie hielt es in einem Gutachten vom 16. Januar 1817 für „natürlich, die schon vorhandene Universität Tübingen als gemeinsame Bildungsanstalt zu benutzen“. Die in Ellwangen bestehende Einteilung der Lehrfächer soll beibehalten werden. Für die Priesteramtskandidaten erachtete das Kuratel „ein eigenes Institut [für] das wesentliche Erforderniß“. Um den Bedingungen des Generalvikariats zuvorzukommen, äußerten die Berichterstatter den Wunsch, im früheren Jesuitencollegium zu Rottenburg ein Priesterseminar einzurichten, da die Aufsicht des Bischofs durch die Entfernung zwischen Tübingen und Ellwangen erschwert sei. So standen die Verlegung der katholisch-theologischen Fakultät und die Gründung des Konvikts dem neuen Bischofssitz Pate.

### Eröffnung des Priesterseminares

#### Johann-Baptist-Hirscherhaus
Das Priesterseminar der Diözese Rottenburg-Stuttgart wurde 1817 im Karmeliterkloster Rottenburg, das vermutlich aus dem 13. Jahrhundert stammt, eingerichtet. Das heutige Hauptgebäude, das Johann-Baptist-Hirscher-Haus, wurde 1981 ergänzt und trägt den Namen des Moral- und Pastoraltheologen Johann Baptist von Hirscher (1788–1865).

## Mit dem Priesterseminar Rottenburg verbundene Einrichtungen
- Ambrosianum in Tübingen
- Theologenkonvikt Johanneum in Tübingen
- Theologenkonvikt Wilhelmsstift in Tübingen